# Liste der Bodendenkmäler in Langerwehe
Die Liste der Bodendenkmäler in Langerwehe enthält die denkmalgeschützten unterirdischen baulichen Anlagen, Reste oberirdischer baulicher Anlagen, Zeugnisse tierischen und pflanzlichen Lebens und paläontologischen Reste auf dem Gebiet der Gemeinde Langerwehe im Kreis Düren in Nordrhein-Westfalen (Stand: Juli 2020). Diese Bodendenkmäler sind in Teil B der Denkmalliste der Gemeinde Langerwehe eingetragen; Grundlage für die Aufnahme ist das Denkmalschutzgesetz Nordrhein-Westfalen (DSchG NRW).
| Bild | Bezeichnung                                                   | Lage                                                                                              | Beschreibung | Bauzeit | Eingetragen seit | Denkmal- nummer |
| ---- | ------------------------------------------------------------- | ------------------------------------------------------------------------------------------------- | ------------ | ------- | ---------------- | --------------- |
|      | mittelalterliche/neuzeitliche Pingen, Schürfgruben            | Östlich der Schönthaler Straße (L12) / südöstlich Gut Schönthal im Meroder Wald                   |              |         |                  | DN 064          |
|      | mittelalterliche Höhenburg                                    | Laufenburg und Umgebung                                                                           |              |         |                  | DN 098          |
|      | mittelalterliche Klosterruine Schwarzenbroich                 | Meroder Wald nördlich der Schevenhüttener Straße (L25)                                            |              |         |                  | DN 100          |
|      | jungsteinzeitlicher bis hochmittelalterlicher Siedlungsplatz  | Pier                                                                                              |              |         |                  | DN 133          |
|      | eisenzeitlicher Kreisgraben, frühmittelalterliches Gräberfeld | Stütgerloch nördlich der Straße Am Steinchen und Knotstraße (L12), westlich der Straße Stütgerhof |              |         |                  | DN 219          |
|      | Schützengraben II. Weltkrieg                                  | Meroder Wald südwestlich von Merode                                                               |              |         |                  | DN 207          |
|      | Deckungsgraben, Schützengraben, Feldunterstände II. Weltkrieg | Meroder Wald nördlich und südlich der Schevenhüttener Straße (L25)                                |              |         |                  | DN 208          |
|      | Feldstellungen, Foxhols, Panzerloch II. Weltkrieg             | Hürtgenwald südlich der Schevenhüttener Straße (L25)                                              |              |         |                  | DN 222          |
|      | Neuzeitliches Bergbaugebiet Gerhardine                        | Rothammer südlich der Schönthaler Straße (L12)                                                    |              |         |                  | DN 226          |